# المقاومة الوطنية العقائدية
المقاومة الوطنية العقائدية أو جنود الإمام المهدي أو جنود المهدي أو جيش الإمام المهدي هي جماعة شيعية موالية للحكومة السورية، تشكلت عام 2012 أثناء الحرب الأهلية السورية في نبل والزهراء. يحوي شعارها على توليفة من الشخصيات هي صالح العلي وبشار الأسد وحافظ الأسد وروح الله الخميني وحسن نصر الله وعلي خامنئي.